# La ragazza alla pari
La ragazza alla pari è un film del 1976 diretto da Mino Guerrini.

## Trama
Domenica, una contadina della Val Brembana, diventa la ragazza alla pari della famiglia Chiocchietti a Roma.